# Hal Mohr
Hal Mohr (San Francisco, 2 augustus 1894 – Santa Monica, 10 mei 1974) was een vermaard cineast.

## Carrière
In 1915 maakte Mohr samen met filmproducent Sol Lesser zijn filmdebuut met The Last Night of the Barbary Coast. Lesser verkocht de film direct aan bioscoopeigenaren en de film was een succes.

Mohr is de enige persoon die ooit een Academy Award won zonder hiervoor genomineerd te zijn. Deze prijs won hij in 1936 voor A Midsummer Night's Dream, waarop schriftelijk gestemd kon worden. Later veranderde de regels, waarbij schriftelijk stemmen op de Oscars niet meer mogelijk was. Hal Mohr won later nog een Academy Award voor The Phantom of the Opera uit 1943.

Mohr werd nog genomineerd voor een Academy Award voor beste regisseur voor The Fourposter (1952), een film gebaseerd op een toneelstuk van Jan de Hartog.

## Gedeeltelijke filmografie
- The Last Night of the Barbary Coast (1915)
- A Midsummer Night's Dream (1935)
- Cheers for Miss Bishop (1941)
- The Phantom of the Opera (1943)
- Another Part of the Forest (1948)
- The Fourposter (1952)
- The Wild One (1953)

- Biblioteca Nacional de España: XX1297045
- Gemeinsame Normdatei: 141861819
- International Standard Name Identifier: 0000 0000 8110 4995
- Library of Congress Control Number: n87896227
- Nationale bibliotheek van Australië: 35907877
- Nationale Bibliotheek van Israël: 987007449999105171
- PIC: 292059
- SNAC: w6m92vjs
- Système universitaire de documentation: 136536018
- Trove: 1140960
- Virtual International Authority File: 31065366
- WorldCat: E39PBJh4BjHcDMdgftdcCc4jG3